# Cylindrothecium angustifolium
Cylindrothecium angustifolium là một loài Rêu trong họ Entodontaceae. Loài này được (Mitt.) Besch. mô tả khoa học đầu tiên năm 1890.